# Arctorthezia pseudoccidentalis
Arctorthezia pseudoccidentalis är en insektsart som beskrevs av Morrison 1925. Arctorthezia pseudoccidentalis ingår i släktet Arctorthezia och familjen vaxsköldlöss. Inga underarter finns listade i Catalogue of Life.